# تاتیانا کاسیراگی
تاتیانا کاسیراگی (انگلیسی: Tatiana Santo Domingo؛ زادهٔ ۲۴ نوامبر ۱۹۸۳) طراح مد، کارآفرین و سرمایه‌دار زاده ایالات متحده آمریکا و اهل سوئیس است.